# Teatro 18
Teatro 18 è stato un programma televisivo italiano comico e satirico condotto da Serena Dandini e trasmesso da Italia 1 in prima serata dall'11 gennaio 2000, per cinque puntate.

## La trasmissione
Dopo l'esperienza di Comici sempre su Italia 1, la Dandini torna sulla stessa rete per un nuovo programma comico in cui i protagonisti sono i cantanti. In ogni puntata un cantante celebre viene invitato ad esibirsi dal vivo, e ad interagire con il cast di comici della trasmissione, composto da Claudio Bisio, Paola Cortellesi, Anna Meacci, Marco Della Noce, Giovanni Esposito.
I protagonisti dello show furono Ligabue, Jovanotti, 883, Antonello Venditti, Franco Battiato, Lucio Dalla. Al programma è intervenuto come ospite estemporaneo anche Corrado Guzzanti.
Il programma ha avuto una puntata speciale andata in onda in seconda serata sempre sulla stessa rete come anteprima del programma, con ospite Sting e Gioele Dix.